# Siegfried Knak
Siegfried Knak (* 12. Mai 1875 in Zedlitz, Thüringen; † 22. Mai 1955 in Berlin) war ein deutscher evangelisch-lutherischer Theologe, Missionswissenschaftler und Hochschullehrer.

## Leben und Werk
Aufgewachsen in Berlin als Sohn des Pfarrers Johannes Knak (1842–1899) und Enkel des lutherischen Erweckungspredigers Gustav Knak, studierte er nach dem Abitur, das er an der Landesschule Pforta absolvierte, in Berlin und Halle Theologie. 1901 übernahm Knak ein Pfarramt in Ribbekardt in Pommern. Während des Ersten Weltkriegs war er zwischen 1915 und 1918 als Feldprediger tätig. Von 1910 bis 1921 war er Heimatinspektor und danach bis 1949 Direktor der Berliner Mission. Geprägt von der Theologie Martin Kählers und Gustav Warnecks war sein großes Anliegen das „Einpflanzen des Evangeliums“ in afrikanische und asiatische Kulturen. Unter dem Leitgedanken der Volkskirche prägte er die Missionstheologie zwischen den Weltkriegen und stand damit Bruno Gutmann (Leipziger Mission) und Christian Keyßer (Neuendettelsauer Mission) nahe. Er war auch bei den Weltmissionskonferenzen (1928 in Jerusalem, 1938 in Tambaram bei Madras in Indien) aktiv dabei. Er bemühte sich, dem an der Universität Halle zwangspensionierten Rechtsprofessor und Mitglied der dortigen Bekennenden Kirche Arthur Otto Rudolf Wegner einen Hochschullehrer-Posten in Madras zu beschaffen, während dieser 1938 erfolgreicher Gast-Hospitant am Seminar der Berliner Mission war und nebenbei dort Englisch-Unterricht gab.
Knak trat 1936 dem „Bruderrat“ der Bekennenden Kirche bei und war dessen Missionsvertreter. Ebenso war er Mitglied im Bruderrat der 1934 von Friedrich von Bodelschwingh dem Jüngeren gegründeten Arbeitsgemeinschaft missionarischer und diakonischer Verbände und in der Evangelisch-Lutherischen Vereinigung in Preußen unter Vorsitz von Detlev von Arnim-Kröchlendorff. 1935 wurde er in das Interim Comitee des internationalen Missionsrates gewählt. 
Trotz Knaks Nähe zur Bekennenden Kirche vertrat er 1935 (ähnlich wie Hans Meiser bereits 1926) antijudaistische Positionen. In der Zeitschrift der Berliner Mission veröffentlichte Knak ein „Wort der Mission zur Rassenfrage“. Darin heißt es, dass Gott die Juden mit Zerstreuung unter die Völker bestraft habe. Das jüdische Volk würde „den Völkern, unter die es vertreut ist, so oft Verderben“ bringen. Von daher sei staatliche Gewalt gegen Juden gerechtfertigt.
Anlässlich der Silberhochzeit seines Missionsinspektors Walter Braun und dessen Ehefrau Erna am 10. Juli 1943 im Betsaal des Missionshauses hielt er die Ansprache und charakterisierte in der Einleitung die damalige Gegenwart als eine „Zeit voller Unruhe, Zerstörungen, Entbehrungen, voll ungesicherter Zukunft“, bevor er den Bibelvers Einer trage des andern Last, so werdet ihr das Gesetz Christi erfüllen auslegte.
Ab 1945 war er für einige Jahre stellvertretender Vorsitzender des Deutschen Evangelischen Missionsrates. Ab 1946 war Knak Vertreter der Berlin-Brandenburger Provinzialkirche in der Kirchenleitung der Evangelischen Kirche der altpreußischen Union.
Ab 1950 wirkte er als Professor an der Kirchlichen Hochschule Berlin, als Dozent an der Universität in Halle sowie im Seminar der Berliner Mission und im Burckhardthaus.

## Ehrungen
1924 wurde ihm der theologische Ehrendoktor der Universität Halle verliehen.

## Werke (Auswahl)
- Die Kirche als völkerverbindende Macht. Magdeburg 1919.
- Völkermission und Volksmission. Gütersloh 1920.
- Jugend und Heidenmission – trotz allem gehören sie zusammen! Berlin 1925.
- Säkularismus und Mission. 1929.
- mit Julius Richter: Ein Wort über die Angriffe des armenischen Dr. med. Baronigian auf die deutschen Missionskreise. Berlin 1929.
- Wiederaufbau in Ostafrika. Berlin 1930.
- Zwischen Nil und Tafelbai. Eine Studie über Evangelium, Volkstum und Zivilisation, am Beispiel der Missionsprobleme unter den Bantu. Berlin 1931.
- Glaube und Volkstum. In: Auslandsdeutschtum und evangelische Kirche. Jahrbuch 1932.
- Mission und nationale Bewegung. 1933.
- Kirchenstreit und Kirchenfriede, beleuchtet von den Erfahrungen der Mission aus. Berlin 1934.
- Die Evangelische Mission in Südafrika und Mission und Kirche im Dritten Reich. In: Julius Richter (Hrsg.): Das Buch der deutschen Weltmission in Wort und Bild. Nürnberg 1939, S. 75–81, 254–258.
- Die Kirche und die weltlichen Mächte. In: Martin Schlunk (Hrsg.): Das Wunder der Kirche unter den Völkern der Erde. Bericht über die Weltmissions-Konferenz in Tambaram/Südindien 1938. Berlin 1939, S. 149–159.
- als Hrsg.: Predigtmeditationen für die Sonntage Septuagesimae bis Reminiscere. Berlin 1947.
- Zur Bedeutung des Volkstums für die missionarische Aufgabe. In: Afrikanistische Studien. Festschrift Diederich Westermann. Berlin 1955, S. 164–173.